# Pentium D
Pentium D es una línea de procesadores X86-64 de dos núcleos para la plataforma de escritorio introducidos por Intel en 2005.
Un procesador Pentium D consiste básicamente en dos chips de Pentium 4 metidos en un solo encapsulado (dos núcleos Prescott para el núcleo Smithfield y dos núcleos Cedar Mill para el núcleo Presler) y comunicados a través del FSB. Fueron fabricados a 90 nm y en su segunda generación de 65 nm. El nombre en clave del Pentium D antes de su lanzamiento era Smithfield.
Hubo un rumor que decía que estos chips incluían una tecnología de gestión de derechos digitales para hacer posible un sistema de protección anticopia de la mano de Microsoft, lo cual Intel desmintió, si bien aclarando que algunos de sus chipsets sí tenían dicha tecnología, pero no en la dimensión que se había planteado[cita requerida].

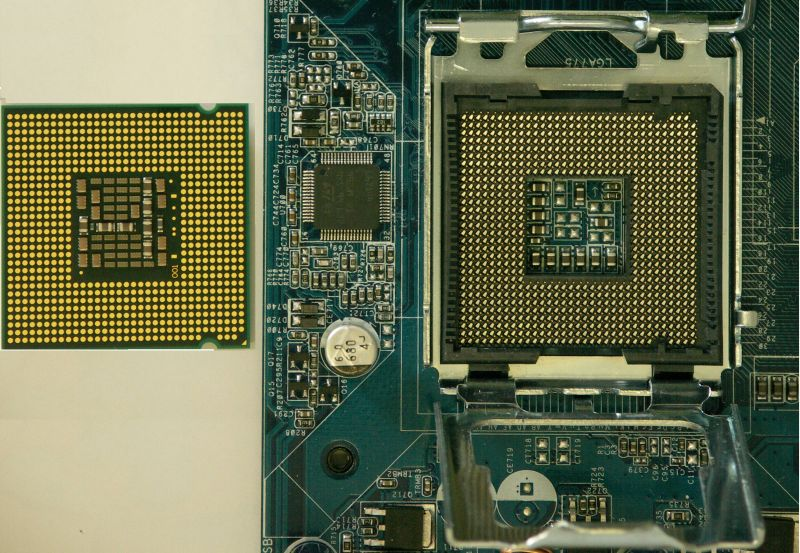
Pentium D 925 (Presler) (izquierda) y zócalo del procesador en la placa base (derecha)

Los procesadores Pentium D no son monolíticos, es decir, los núcleos no comparten una única caché y la comunicación entre ellos no es directa, sino se realiza a través del bus del sistema. 

## Modelos
Existen cinco variantes 8xx del Pentium D:
- Pentium D 805, a 2.66 GHz (el único Pentium D con bus frontal [FSB] a 533 MHz)
- Pentium D 820, a 2.8 GHz con FSB a 800 MHz
- Pentium D 830, a 3.0 GHz con FSB a 800 MHz
- Pentium D 840, a 3.2 GHz con FSB a 800 MHz
- Pentium D Extreme Edition 840, a 3.2 GHz, con tecnología HyperThreading de Intel y FSB a 800 MHz.

Cada uno de ellos posee dos núcleos Prescott conformando así el core Smithfield, están fabricados en un proceso de 90 nm, con 1 MiB de memoria caché L2 para cada núcleo. Todos los Pentium D incluyen las instrucciones EM64T, que les permite trabajar con datos de 64 bits nativamente e incluyen soporte para la tecnología Bit NX e Intel Viiv. Las placas base que los soportan son las que utilizan los chipsets 101, 102, 945, 946, 965 y 975.
Posteriormente se añadieron otras once variantes del Pentium D, de tipo 9xx:
- Pentium D 915, a 2.8 GHz con FSB a 800 MHz
- Pentium D 920, a 2.8 GHz con FSB a 800 MHz
- Pentium D 925, a 3.0 GHz con FSB a 800 MHz
- Pentium D 930, a 3.0 GHz con FSB a 800 MHz
- Pentium D 935, a 3.2 GHz con FSB a 800 MHz
- Pentium D 940, a 3.2 GHz con FSB a 800 MHz
- Pentium D 945, a 3.4 GHz con FSB a 800 MHz
- Pentium D 950, a 3.4 GHz con FSB a 800 MHz
- Pentium D 960, a 3.6 GHz con FSB a 800 MHz
- Pentium D 955 Extreme Edition, a 3.46 GHz con HyperThreading, un FSB de 1066 MHz y una caché de 2 MiB L2 en cada núcleo.
- Pentium D 965 Extreme Edition , a 3.73 GHz con HyperThreading, un FSB de 1066 MHz FSB y caché de 2 MiB L2 en cada núcleo.

Cada uno de ellos posee dos núcleos Cedar Mill, conformando así el core Presler, están fabricados en un proceso de 65 nm con 2 MiB  de memoria caché de nivel 2 (L2) para cada núcleo. Todos los 9x5 se les denomina así porque estos no contienen (salvo en la serie Extreme Edition) la tecnología de virtualización Intel VT, por tanto esto los hace más económicos.
Un dato a destacar es que los procesadores fabricados en el primer trimestre de 2006 no traen soporte para la tecnología SpeedStep. Esta tecnología está disponible para el Core Stepping C1 en adelante (se identifica la revisión del núcleo mediante el identificador sSpec del procesador). La serie 6x1 de procesadores Pentium 4, también está afectada por esta limitación.